# Henry Clifford (5e comte de Cumberland)
Henry Clifford, 5e comte de Cumberland (28 février 1591 - 11 décembre 1643) est un propriétaire et homme politique anglais qui siège à la Chambre des Communes entre 1614 et 1622. Il est créé baron en 1628 et devient Comte de Cumberland en 1641.

## Biographie
Il est le fils de Francis Clifford (4e comte de Cumberland) et Grisold Hughes et un membre de la Famille Clifford qui a son siège à Skipton de 1310 à 1676,. Il fait ses études à Christ Church, à Oxford. En 1607, il devient co - Lord Lieutenant du Cumberland, de Northumberland et de Westmorland. Il est élu député pour Westmorland , en 1614, et est réélu en 1621. En 1621, il devient Custos Rotulorum de Westmorland. Il est créé baron de Clifford en 1628.
Il est un partisan de Charles Ier au cours de la soi-disant Guerres des évêques en Écosse, et aussi pendant la Guerre Civile, jusqu'à sa mort. Il devient comte de Cumberland en 1641, et meurt deux ans plus tard, en 1643, à l'âge de 52 ans. Comme il n'a pas laissé de fils, le titre de comte s'éteint.
Il épouse Frances Cecil (1593 - 14 février 1644), fille de Robert Cecil (1er comte de Salisbury) et Elizabeth Brooke. Ils ont un enfant: Elizabeth Clifford, qui épouse Richard Boyle (1er comte de Burlington).